# Большое Цветочное
Большое Цветочное (фин. Rättijärvi) — пресноводное озеро на территории Селезнёвского сельского поселения и Каменногорского городского поселения Выборгского района Ленинградской области.

## Общие сведения
Площадь озера — 2,7 км², площадь водосборного бассейна — 36 км². Располагается на высоте 20 метров над уровнем моря.
Форма озера лопастная, продолговатая: более чем на четыре километра вытянуто с северо-запада на юго-восток. Берега изрезанные, каменисто-песчаные, преимущественно возвышенные, скалистые.
Через Большое Цветочное проходит Сайменский канал.
В озере более десяти островов различной площади. Некоторые имеют название: Собачий (фин. Sulosaari) (самый крупный), фин. Koirasaari, фин. Lammassaari, фин. Hirvosensaari и фин. Västäräkkisaari.
Вдоль юго-западного берега озера проходит дорога местного значения 41К-084 («Зверево — Малиновка»).
Населённые пункты вблизи водоёма отсутствуют.
Название озера переводится с финского языка как «озеро-лоскут».
Код объекта в государственном водном реестре — 01040300511102000009520.